# アンティル…
「アンティル…」(Until...) は、2001年の映画『ニューヨークの恋人 (Kate & Leopold)』のために、スティングがワルツのリズムで作詞作曲し、歌った、感傷的なバラード。第59回ゴールデングローブ賞では、この曲が主題歌賞を獲得した。また、第74回アカデミー賞でも歌曲賞にノミネートされたが受賞は逸した。
映画のサウンドトラック・アルバム『ニューヨークの恋人 オリジナル・サウンドトラック』（2002年）では、アメリカ合衆国盤ではアルバムの冒頭に置かれたが、ヨーロッパ盤、日本盤では最後の楽曲として収録されている。また、スティングが映画のサウンドトラックとして歌った楽曲を集めたコンピレーション・アルバム『マイ・ファニー・ヴァレンタイン -アット・ザ・ムーヴィーズ』（2005年）にも収録された。